# Гангский гавиал
Га́нгский гавиа́л (лат. Gavialis gangeticus) — вид крупных пресмыкающихся из отряда крокодилов, единственный современный вид в роде гавиалов (Gavialis).
Название происходит от искажённого хинди घड़ियाल (Ghaṛiyāl), что означает просто «крокодил».
Гавиал является уникальным животным среди современных крокодилов. Хотя миллионы лет назад существовало несколько их видов, сегодня гангский гавиал — последний из оставшихся представителей этого древнего рода, и, возможно, второй вид семейства гавиаловых (другой — гавиаловый крокодил). Гавиалы питаются рыбой и живут в глубоких водоёмах с быстрым течением.
Из всех крокодилов они проводят больше всего времени в воде, выходя на сушу только для того, чтобы погреться или отложить яйца.

## Внешний вид
Окраска спины у гавиала обычно тёмная, буро-зелёная, брюхо жёлто-зелёное. Встречаются также гавиалы с чёрной окраской, светло-зелёной, коричневой или светло-коричневой, а также цвета водорослей. Есть гавиалы почти белого цвета.
По мощи гавиал уступает практически всем настоящим крокодилам, так как у него нет в ней необходимости. Но другие животные нападают на взрослых гавиалов очень редко из-за их размеров.
У гавиала длинный и мощный хвост, на котором есть треугольные пластинчатые наросты.
Глаза у гавиалов маленькие и круглые, они расположены выше уровня морды. Они смотрят почти в противоположные стороны.
По земле гавиалы передвигаются всегда ползком, поскольку не могут приподнимать тело.
Из-за водного образа жизни и охоты гавиала у него появилась специальная защита — пластинки на брюхе прижаты друг к другу. Это защищает его от ранений во время трения об острые камни в воде.
Некоторые гавиалы так много времени проводят в воде, что на их коже развиваются эпибиотические ракообразные из подотряда морских желудей.

### Размеры
Гавиал является одним из крупнейших современных крокодилов, немного отставая от гребнистого (Crocodylus porosus).
Самцы могут достигать 5—5,5-метровой длины, хотя обычно не крупнее 4—4,5 м. Самки в среднем достигают 3—3,5 метров, реже — крупнее. Измеренные взрослые особи весили 159 и 181 кг, гангский гавиал обладает более лёгким сложением относительно большинства настоящих крокодилов и аллигаторов. Самый большой известный гангский гавиал имел длину более 6 метров. Ранее гавиалы в среднем были несколько крупнее, но из-за обширного браконьерства на протяжении того времени, такие особи встречаются крайне редко на сегодняшний день, поскольку гавиалам требуется длительное время для достижения таких размеров.

### Челюсти
По форме челюстей гавиалов легко отличить от аллигаторов и настоящих крокодилов. Они очень узкие. Их длина превышает ширину их основания почти в 5 раз. У детёнышей эта разница меньше.
Такая форма челюстей объясняется их узкой специализацией — охотой на рыбу. Челюсти встречают малое сопротивление воды, благодаря этому гавиалы легко ловят ими добычу.
Зубов у гавиала больше, чем у всех других крокодилов, — до сотни. Зато они значительно меньше, чем у других крокодилов. Они длинные, тонкие и острые; расположены несколько косо — вершинами назад и вбок. Из таких челюстей рыбе трудно вырваться. Этим гавиал отличается от большинства других крокодилов, которым нужны большие, мощные челюсти для охоты на более крупную или хорошо защищённую добычу.

## Места обитания

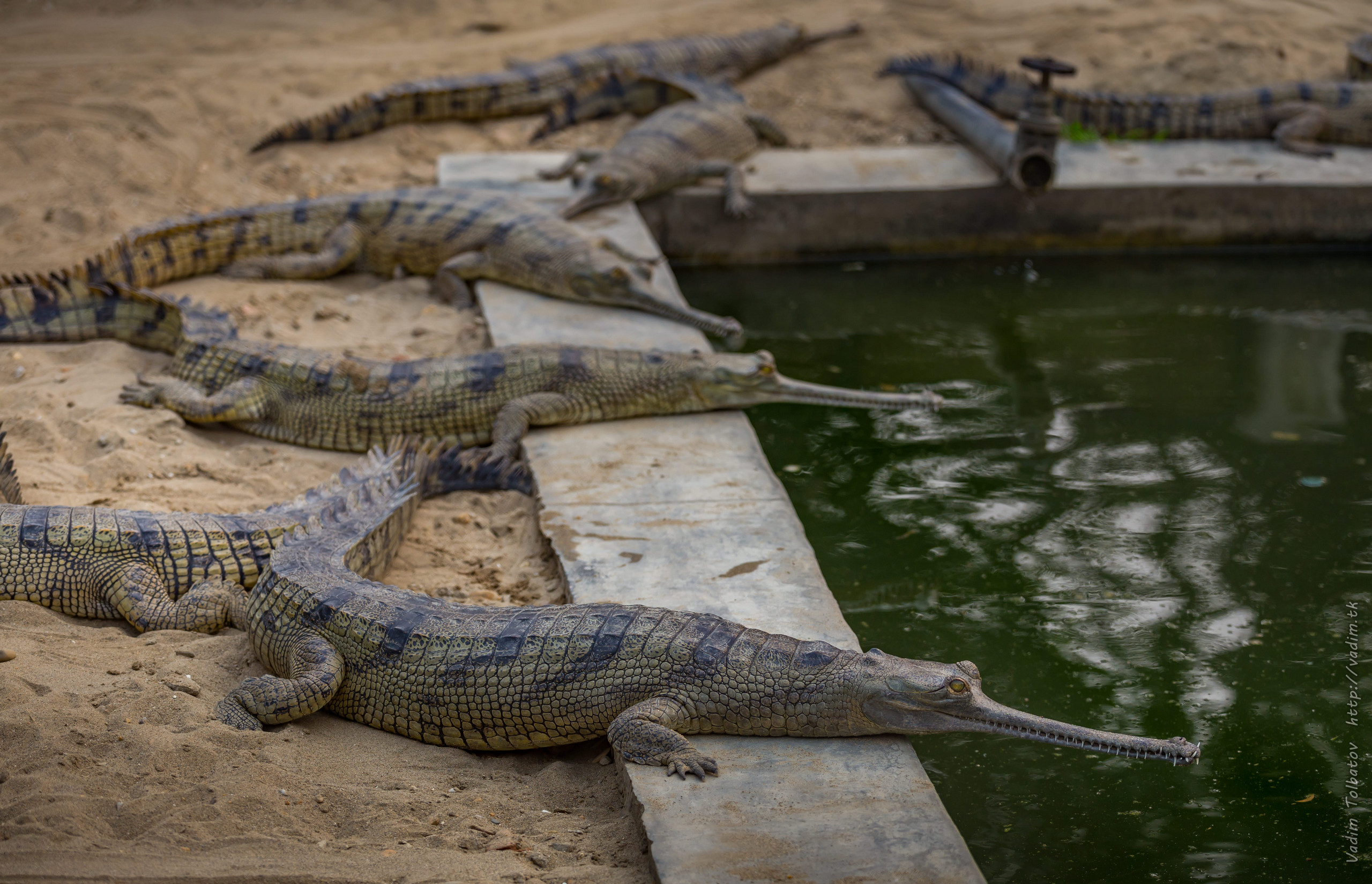
Молодые гавиалы в питомнике национального парка Читван, Непал

Гавиалы предпочитают селиться в спокойных участках мутных глубоких рек с быстрым течением и наличием омутов и плесов. Такими участками являются, например, колена рек. Ареал гавиала исторически охватывает Индо-Гангскую равнину и северную часть полуострова Индостан: он встречается на территории Бангладеш (близок к исчезновению), Бутана (возможно, исчез), Непала (популяция восстанавливается), Мьянмы (возможно, исчез), Пакистана (близок к исчезновению), Индии (популяция восстанавливается). Обитает в бассейнах рек Брахмапутра (Бутан, Индия), Инд и его притоков (Пакистан), Ганг (Индия и Непал), Маханади и Кришна, Мегхна (Индия, Бангладеш), известны небольшие популяции на реках Каладане и Иравади в Мьянме.

## Образ жизни
Гавиалы являются самыми водными из всех крокодилов, они больше всего времени проводят в воде. На сушу они вылезают только чтобы погреться, или отложить яйца.
Большую часть рациона гангского гавиала составляет рыба. Маленькие гавиалы охотятся на беспозвоночных животных, к примеру, насекомых. Их челюсти неспособны убить и проглотить добычу больше. Когда гавиалы растут, растёт и размер их добычи. Самые крупные особи могут убить небольших млекопитающих. Не брезгуют падалью. Для людей не опасны, однако нападения на людей известны. В одном случае 5 метровый гавиал стал причиной изчезновения буйвола . Также крупные гавиалы способны справляться с собаками и козами .

## Размножение

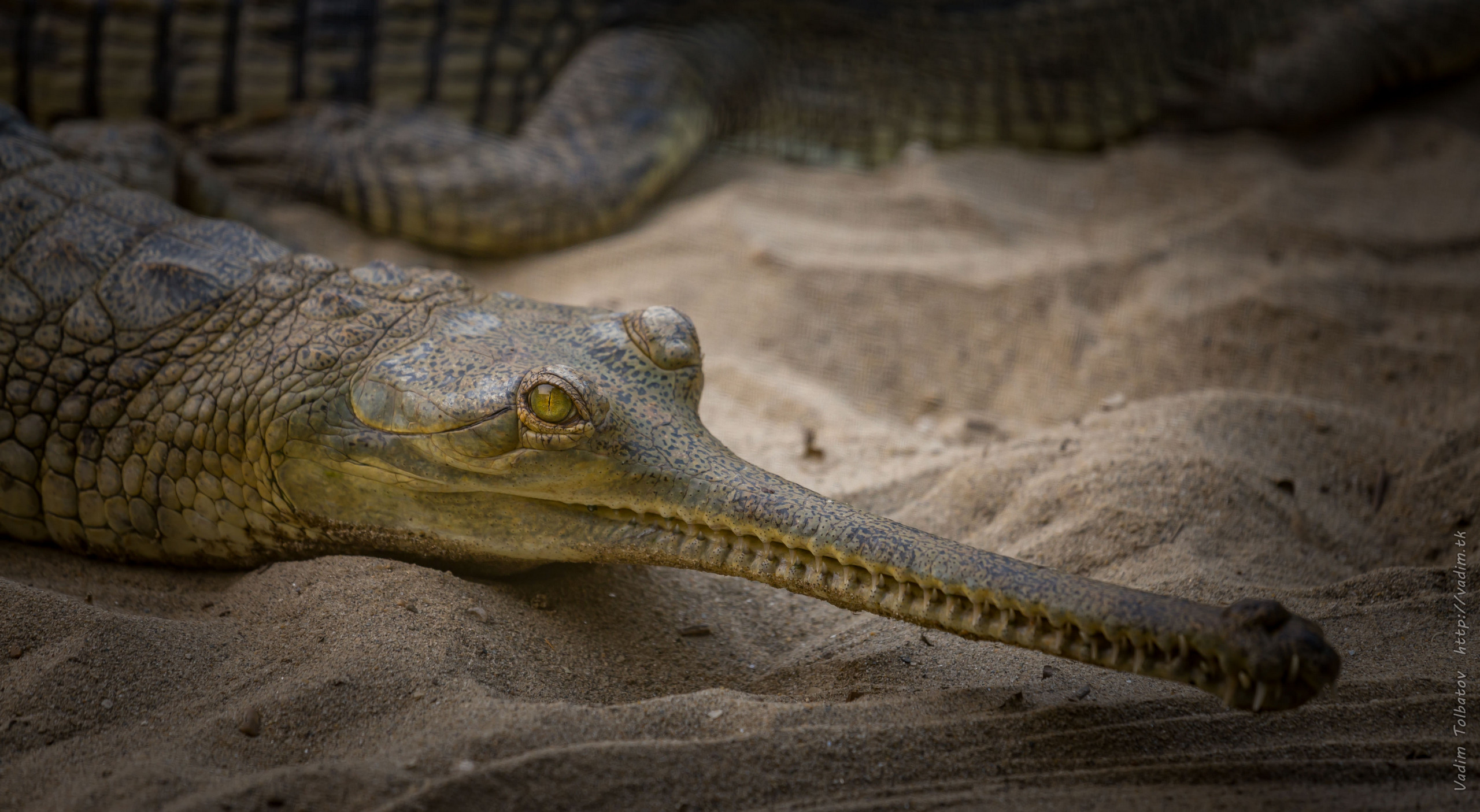
Гавиал

Самки достигают половой зрелости при длине 3 м, в возрасте около 10 лет. Самец имеет гарем из нескольких самок и охраняет его от других самцов. Брачный период продолжается с ноября по январь. С помощью нароста самец пускает под водой пузыри во время ухаживания за самками.
Яйца откладываются с марта по май во время сезона засухи, когда обнажаются песчаные берега. Самка роет яму в песке примерно в 3—5 м от воды, откладывает яйца (как правило, ночью) и закрывает их растительным материалом. Каждое яйцо весит до 160 граммов — больше, чем у других крокодилов; яиц всего 35—60. Самка каждую ночь возвращается к гнезду. Через 60—80 дней инкубации вылупляются детёныши. При длине около 40 см они имеют морду около 5 см, и хвост длиной примерно половину длины особи.
В отличие от других видов крокодилов, мать не переносит их в воду, поскольку её челюсти для этого не приспособлены. Однако она продолжает заботиться о потомстве в течение нескольких недель. Несмотря на эту заботу, уследить за детёнышами не получается, и из всех детёнышей только 1-2 достигают половой зрелости. Остальные становятся жертвами хищников. Их слишком много, а молодые гавиалы слишком беззащитные. Взрослые особи не имеют естественных врагов.

## Статус популяции
Гавиал считается одним из самых редких крокодилов, занесён в Красную книгу МСОП по категории «находящийся под угрозой исчезновения» (Endangered). В 1970-х годах вид был близок к полному исчезновению из-за сокращения мест, пригодных для обитания, сокращения рыбных запасов и хищнического истребления. Гавиалы также часто погибают, запутываясь в рыбацких сетях. Их яйца до сих пор собирают для медицинских целей, на самцов охотятся ради наростов на носу, которые считаются афродизиаками.
В Индии были разработаны программы по сбору яиц и разведению гавиалов в неволе на крокодиловых фермах; в 1981 году первая партия животных была выпущена на волю. Если в 1975 насчитывалось всего 70 особей, сейчас (2014 год) их популяция в Индии оценивается в 200—250 голов. По оценкам, в 2017 году мировая популяция насчитывала не более 900 особей, в том числе около 600 взрослых в шести основных субпопуляциях на 1100 км (680 миль) речных течений и еще 50 взрослых в восьми малых субпопуляциях на 1200 км (750 миль) речных течений.  Из 40 молодых гавиалов в природе только 1 достигает зрелости.
Подобная программа существует также с 2002 г. в Пакистане и с 1996 г. в Непале.

## Гангский гавиал и человек
Судьба гавиалов неразрывно связана с судьбой народа, и оба зависят от рек. Люди, обитающие бок о бок с гавиалами, — фермеры, скотоводы, рыбаки и разнорабочие. Большинство обитателей побережья признали, что таковые не представляют угрозы для людей. Гавиалы едят рыбу, но предпочитают для жительства излюбленные места рыболовов. Из-за того, что гавиалы едят рыбу, их часто обвиняют в падении популяции рыб, или рассматривают в качестве пищевых конкурентов, и поэтому убивают.
Но в Непале и Индии гавиал является священным животным.
Усилия по сохранению популяции не удовлетворяли потребности людей, и когда территории были объявлены охраняемыми, местные жители потеряли права на природные ресурсы, которыми они пользовались в течение нескольких поколений. Это вызвало обиду на гавиалов и деятельность по охране природы.